# Syzygiella campanulata
Syzygiella campanulata là một loài Rêu trong họ Jungermanniaceae. Loài này được Herzog mô tả khoa học đầu tiên năm 1939.